# HD117691
HD117691 — хімічно пекулярна зоря спектрального класу
F1 й має видиму зоряну величину в смузі V приблизно  9,3.

## Пекулярний хімічний склад
Зоряна атмосфера HD117691 має підвищений вміст 
Eu
.